# Белковщинский сельсовет
Белковщинский сельсовет — упразднённая административная единица на территории Сморгонского района Гродненской области Республики Беларусь.

## Состав
Белковщинский сельсовет включал 22 населённых пункта:
- Аславеняты — деревня.
- Белковщина — деревня.
- Василевичи — деревня.
- Глинно — деревня.
- Голешонки — деревня.
- Караваи — деревня.
- Красное — деревня.
- Кулаково — деревня.
- Левки — деревня.
- Новинка — деревня.
- Осиновка — деревня.
- Понара — деревня.
- Сазоны — деревня.
- Слабсны — деревня.
- Студенец — деревня.
- Стымони — деревня.
- Талмутишки — деревня.
- Татарщина — деревня.
- Харуково — деревня.
- Хвецевичи — деревня.
- Ходаки — деревня.
- Хотени — деревня.